# Rawan bint Najeeb Tawfeeqi
Rawan bint Najeeb Tawfeeqi, arab. ‏روان نجيب توفيقي‎ – bahrańska polityczka. Ministra ds. młodzieży w rządzie Bahrajnu.

## Życiorys

### Edukacja
W 2009 roku Najeeb Tawfeeqi ukończyła studia licencjackie z księgowości zarządczej na New York Institute of Technology. W 2013 roku zdobyła certyfikat biegłej rewidentki nadawany przez Association of Chartered Certified Accountants.

### Kariera zawodowa
Pracowała jako menedżerka ds. weryfikacji kredytów w Narodowym Bank Kuwejtu od marca do listopada 2022 roku oraz Bahrajńskim Banku Rozwoju (oraz inne pozycje w latach 2010–2022).

### Działalność polityczna
21 listopada 2022 została mianowana na stanowisko ministry ds. młodzieży w rządzie premiera Salman ibn Hamad ibn Isa Al Chalifa, następcy tronu Bahrajnu. Zastąpiła na tym stanowisku Aymena Almoayeda.

### Pozostała działalność
W 2022 była prezeską zarządu organizacji o nazwie الهيئة اللامعة (Lamea Association).